# Towarzystwa Świętego Alojzego
Pierwsze Towarzystwo św. Alojzego powstało 25 marca 1871 roku na Rozbarku. Jego inicjatorem był ksiądz Norbert Bonczyk. W krótkim czasie ruch alojzjański ogarnął cały Górny Śląsk. Celem Towarzystwa było ożywienie życia religijnego. Opracowany przez księdza Bonczyka i Szafranka statut przewidywał rozwijanie czytelnictwa, wieczorki taneczne, wycieczki, akademie, dyskusje, amatorskie przedstawienia teatralne. Towarzystwo miało charakter wybitnie polski. Promowało kulturę polską, troszczyło się o oświatę, rozwój czytelnictwa i teatru. 
Członkami stowarzyszenia była młodzież w wieku 17 - 18 lat. Na zebraniach towarzystwa wygłaszano odczyty, wykłady i przemówienia, recytowano poezję (Adam Mickiewicz), urządzano przedstawienia teatralne. Wygłaszali je lekarze, prawnicy, studenci, redaktorzy pism (Adam Napieralski, redaktor Katolika). W 1875 r.  współpracujący z ks. Bonczykiem F. Chłapowski założył kółko śpiewacze. W 1884 roku wydano własny śpiewnik pieśni religijnych, towarzyskich i obyczajowych związanych z Polską. W ramach towarzystwa działał teatr amatorski.
Likwidację Towarzystwa nakazał kardynał Kopp biskup wrocławski w połowie 1897 r. Dekretem kardynała, w miejsce towarzystwa w parafiach miały powstawać bractwa religijne. Jednak wiele towarzystw św. Alojzego zmieniło tylko nazwę lub zarząd i kontynuowała swoją działalność.